# جیمی آکینگبولا
جیمز اولاتوکومبو آکینگبولا (انگلیسی: James Olatokunbo Akingbola؛ ‏؛ ‏ زادهٔ ۷ آوریل ۱۹۷۸) بازیگر اهل بریتانیا است.
از فیلم‌ها یا برنامه‌های تلویزیونی که وی در آن نقش داشته‌است، می‌توان به مأمور یاغی، شبح‌وار، پزشک‌ها، ترفندهای نو، شهر هالبی، مرگ در بهشت، ارو، ان‌سی‌آی‌اس، اسکورپیون، مک‌گیور و تد لاسو اشاره کرد.